# Conus bairstowi
Conus bairstowi é uma espécie de gastrópode do gênero Conus, pertencente à família Conidae.